# Carrie
Carrie („Кери“) е хитов сингъл от 1987 на шведската рок група „Юръп“. Това е третият им сингъл в албума „The Final Countdown“. Достига номер 3 в Billboard Hot 100 и се задържа на тази позиция до есента на 1987. На задната страна се намира песента „Love Chaser“. Песента е написана съвместно от вокала Джоуи Темпест и клавириста Мик Микели. Клавишно-вокална версия на песента е изпълнена на турне в Швеция същата година. Демо версията е извън албум, но окончателната е включена в албума „The Final Countdown“. На следващите турнета „Carrie“ е изпълнена във версия, където Джоуи Темпест представя музиката ѝ на акустична китара.

## Състав
- Джоуи Темпест – вокал
- Джон Норъм – китара
- Джон Ливън – бас китара
- Мик Микели – клавир
- Иън Хогланд – барабани